# 平田力之助
平田 力之助（ひらた りきのすけ、1850年2月21日（嘉永3年1月10日）- 1932年（昭和7年）10月1日）は、明治から大正期の農業経営者・実業家・政治家。衆議院議員。

## 経歴
伊勢国朝明郡、のちの三重県三重郡大矢知村（現四日市市）で生まれる。漢学、英学、普通学を学び、1888年（明治21年）慶應義塾を卒業。農業、商業を営む。
大矢知村会議員、学務委員、三重郡会議員、三重県会議員を務めた。一貫して自由党系政党に所属し、地価修正、地租軽減に尽力した。
和波久十郎の失職に伴い、1900年（明治33年）11月に実施された第6回衆議院議員総選挙三重県第3区補欠選挙に出馬して初当選し、その後、第8回まで再選され、衆議院議員に連続3期在任し、この間、政友会院内主事などを務めた。その後、政界を引退した。

## 国政選挙歴
- 第6回衆議院議員総選挙補欠選挙（三重県第3区、1900年11月）当選[7]
- 第7回衆議院議員総選挙（三重県郡部、1902年8月、立憲政友会）当選[8]
- 第8回衆議院議員総選挙（三重県郡部、1903年3月、立憲政友会）当選[8]